# Världsmästerskap i bordshockey
VM i bordshockey har arrangerats varannan säsong sedan 1989. Fram till VM i Riga 2005 hade Sverige vunnit samtliga guld i lagklassen, då Finland blev för svåra och vann finalen med 11-9. I VM 2007 fick Sverige sin revansch genom att vinna finalen mot Finland med 11-10. Samma siffror blev det i semin mot Tjeckien. Lag-VM spelas i femmannalag, alla spelare möter samtliga fem i motståndarlaget. 
Även i Öppna klassen har Sverige tidigare varit dominant. I VM 2007 bröts dock dominansen då Finlands Roni Nuttunen vann VM-guld, vilket han i Budapest 2009, som första spelare någonsin, lyckades försvara.
I dam- och juniorklasserna dominerar Finland och Ryssland, medan Sverige av förklarliga anledningar är starkt i de nyinstiftade veteranklasserna.

## VM Herrar
- 1989, Stockholm – Mikael Kratz, Sverige
- 1992, Brno – Jacob Lindahl, Sverige
- 1993, Paris – Anders Ekestubbe, Sverige
- 1995, Stockholm – Jacob Lindahl, Sverige
- 1997, Helsingfors – Hans Österman, Sverige
- 1999, Wilhelmshaven – Stefan Edwall, Sverige
- 2001, Plzen – Hans Österman, Sverige
- 2003, Zürich – Daniel Wallén, Sverige
- 2005, Riga - Hans Österman, Sverige
- 2007, Moskva - Roni Nuttunen, Finland
- 2009, Budapest - Roni Nuttunen, Finland
- 2011, Åbo - Oleg Dmitritjenko, Ryssland
- 2013, Stavanger - Atis Silis, Lettland
- 2015, Sankt Petersburg - Maxim Borisov, Ryssland
- 2017, Liberec - Edgars Caics, Lettland
- 2019, Minsk - ?

## VM Damer
- 1992, Brno – Nathalie Biais, Frankrike
- 1993, Paris – Sissie Wikström, Sverige
- 1995, Stockholm – Chatrin Johansson, Sverige
- 1997, Helsingfors – Sissie Wikström, Sverige
- 1999, Wilhelmshaven – Tarja Lindberg, Finland
- 2001, Plzen – Pia Pulliainen, Finland
- 2003, Zürich – Pia Pulliainen, Finland
- 2005, Riga - Pia Pulliainen, Finland
- 2007, Moskva - Alexia Belavina, Ryssland
- 2009, Budapest - Maria Yalbacheva, Ryssland
- 2011, Åbo - Maria Yalbacheva, Ryssland
- 2013, Stavanger - Maria Miloradova, Ryssland
- 2015, Sankt Petersburg - Viktoria Gorodnitskaya, Ryssland
- 2017, Liberec - Irina Vorobieva, Ryssland
- 2019, Minsk - ?

## VM Juniorer
- 1997, Helsingfors – Mikael Lindberg, Finland
- 1999, Wilhelmshaven – Erno Lantiainen, Finland
- 2001, Plzen – Miikka Pulliainen, Finland
- 2003, Zürich – Alexej Zacharov, Ryssland
- 2005, Riga - Roni Nuttunen, Finland
- 2007, Moskva - Roni Nuttunen, Finland
- 2009, Budapest - Ahti Lampi, Finland
- 2011, Åbo - Maxim Borisov, Ryssland
- 2013, Stavanger - Maxim Borisov, Ryssland
- 2015, Sankt Petersburg - Mikhail Shashkov, Ryssland
- 2017, Liberec - Oscar Henriksson, Sverige
- 2019, Minsk - ?

## VM Veteraner
- 2005, Riga - Thomas Petersson, Sverige
- 2007, Moskva - Pavel Plešák, Tjeckien
- 2009, Budapest - Pontus Eriksson, Sverige
- 2011, Åbo - Dmitriy Petrov, Ryssland
- 2013, Stavanger - Alexey Titov, Ryssland
- 2015, Sankt Petersburg - Stanislav Lutay, Ryssland
- 2017, Liberec - Alexey Titov, Ryssland
- 2019, Minsk - ?

## VM Herrar - Lag
- 1989, Stockholm – Sverige (Bergström, Kratz, Nicklasson, Petersson)
- 1992, Brno – Sverige (Agdur, Danielsson, Edwall, Ekestubbe, Eriksson, Kratz, Lindahl, Sundqvist, Wallén)
- 1993, Paris – Sverige (Edwall, Ekestubbe, Lindahl, Sundqvist)
- 1995, Stockholm – Sverige (Henriksson, Lindahl, Wallén, Österman)
- 1997, Helsingfors – Sverige (Holm, Lundin, Svedman, Österman)
- 1999, Wilhelmshaven – Sverige (Edwall, Fries, Svedman, Österman)
- 2001, Plzen – Sverige (Danielsson, Edwall, Fridell, Fries, Petersson, Svedman, Åman, Österman)
- 2003, Zürich – Sverige (Brodin, Eriksson, Lindahl, Petersson, Sjöstedt, Sundqvist, Wallén, Österman, Östlund)
- 2005, Riga - Finland (Iso-Tryykäri, Järvinen, Jukka, Kääriäinen, Laakso, Lantiainen, Lappalainen, Myllykangas, Nuttunen)
- 2007, Moskva - Sverige (Andersson, Brodin, Edwall, Eriksson, Fridell, Fries, Wallén, Österman, Östlund)
- 2009, Budapest - Ryssland (Galuzo, Kosyrev, Miloradov, Mikhin, Petrov, Sapozhnikov, Titov, Voskoboynikov, A Zakharov, I Zakharov)

## VM Damer - Lag
- 2005, Riga - Ryssland (Belavina, Miloradova, Tytjkova)
- 2007, Moskva - Ryssland (Belavina, Belavina, Miloradova, Golovkina)
- 2009, Budapest - Ryssland (Laricheva, Miloradova, Yalbacheva)

## VM Veteraner - Lag
- 2009, Budapest - Sverige (Eriksson, Månsson, Svensson)

## Medaljligan efter VM 2009
|           | Guld | Silver | Brons |
| --------- | ---- | ------ | ----- |
| Sverige   | 24   | 13     | 20    |
| Finland   | 13   | 14     | 10    |
| Ryssland  | 7    | 8      | 7     |
| Tjeckien  | 1    | 6      | 14    |
| Frankrike | 1    | 1      | 4     |
| Lettland  | 0    | 2      | 2     |
| Norge     | 0    | 1      | 1     |